# Північний вимір
Північний вимір — це спільна політика чотирьох рівноправних партнерів – Європейського Союзу, Росії, Норвегії та Ісландії – щодо транскордонної та зовнішньої політики, що географічно охоплює Північно-Західну Росію, Балтійське море та Арктичний регіон, включаючи Баренцевий регіон. Політика ND була започаткована в 1999 році і оновлена в 2006 році. Північний вимір розглядає конкретні виклики та можливості, що виникають у цих регіонах, і спрямований на посилення діалогу та співпраці між ЄС та його державами-членами, північними країнами, які асоціюються з ЄС в рамках Європейської економічної зони (Норвегія та Ісландія) та Росією. Особливий наголос робиться на субсидіарності та забезпеченні активної участі всіх зацікавлених сторін на Півночі, включаючи регіональні організації, місцеві та регіональні органи влади, наукові та бізнес-спільноти та громадянське суспільство.
Було визначено кілька ключових пріоритетних тем для діалогу та співпраці в рамках Північного виміру:
- Економіка, бізнес та інфраструктура
- Людські ресурси, освіта, культура, наукові дослідження та охорона здоров'я
- Навколишнє середовище, ядерна безпека та природні ресурси
- Транскордонне співробітництво та регіональний розвиток
- Правосуддя і внутрішні справи

Методом роботи для співпраці в рамках Північного виміру є модель партнерства. Співпраця ND відбувається в рамках чотирьох партнерств:
1. Екологічне партнерство Північного виміру (NDEP)
2. Партнерство Північного виміру в галузі охорони здоров'я та соціального благополуччя (NDPHS)
3. Партнерство Північного виміру з транспорту та логістики (NDPTL) та
4. Партнерство Північного виміру з питань культури (NDPC).

Інші види діяльности здійснюються через Інститут Північного виміру (NDI) та Бізнес-раду Північного виміру (NDBC). З початку 2019 року Інститут північного виміру, очолюваний Центром перехідних ринків Університету Аалто (CEMAT), очолює дію аналітичного центру NDI, яка співфінансується з ЄС.

## Цілі
Північний вимір має на меті сприяти безпеці та стабільності в регіоні, а також допомогти створити безпечне, чисте та доступне середовище для всіх людей на півночі. Він спрямований на вирішення особливих проблем регіонального розвитку Північної Європи. Сюди входять холодні кліматичні умови, великі відстані, значні відмінності в рівнях життя, екологічні проблеми, включаючи проблеми з ядерними відходами та управлінням стічними водами, а також недостатні транспортні засоби та засоби перетину кордону. Північний вимір також має на меті скористатися багатим потенціалом регіону, наприклад, з точки зору природних ресурсів, економічного динамізму та багатої культурної спадщини.
Крім того, Північний вимір також має на меті вирішення проблем, пов’язаних із нерівномірним регіональним розвитком, та допомогти уникнути появи нових розділових ліній у Європі після розширення ЄС.
З розширенням Союзу 1 травня 2004 р. до Естонії, Латвії, Литви та Польщі значення Північного виміру значно зросло: вісім держав-членів ЄС (Данія, Німеччина, Польща, Литва, Латвія, Естонія, Фінляндія, і Швеція) оточують Балтійське море, а спільний кордон ЄС з Росією подовжується.

## Історія
Останні роки відбулися далекосяжними змінами на геополітичній карті Північної Європи. У 1991 році країни Балтії відновили незалежність. Фінляндія та Швеція приєдналися до ЄС у 1995 році, а Естонія, Латвія, Литва та Польща – у 2004 році. Ці події значно збільшили «присутність» ЄС на півночі та Балтії та значно подовжили спільний кордон між ЄС та Російською Федерацією. Необхідно було конструктивно вирішувати нові виклики та можливості, які створили ці зміни.
Північний вимір як важлива тема для політики ЄС вперше був визнаний на Раді Європи в Люксембурзі в грудні 1997 року. У наступні роки концепція стала більш конкретною. Європейська рада у Відні в грудні 1998 року прийняла Повідомлення Комісії щодо Північного виміру щодо політики Союзу. Через півроку в Кельні Європейська Рада прийняла Керівні принципи впровадження Північного виміру. У листопаді 1999 року Фінляндія, яка головує в ЄС, провела конференцію міністрів з питань Північного виміру, на якій було прийнято перелік поточної діяльности в рамках Північного виміру. Європейська рада в Гельсінкі в грудні 1999 року запропонувала Комісії підготувати План дій щодо Північного виміру, а Європейська рада Фейра в червні 2000 року згодом прийняла цей перший План дій щодо Північного виміру у зовнішній та транскордонній політиці Європейського Союзу, 2001-2003.
Також новий вимір цих складних відносин з'являється з таненням Арктики через зміну клімату. Танення морського льоду призводить до нових доступних природних ресурсів, які можуть спричинити боротьбу за владу.